# Catoptria myella
Catoptria myella là một loài bướm đêm trong họ Crambidae.